# Carex pseudobrizoides
Carex pseudobrizoides là một loài thực vật có hoa trong họ Cói. Loài này được Clavaud mô tả khoa học đầu tiên năm 1873.

## Hình ảnh

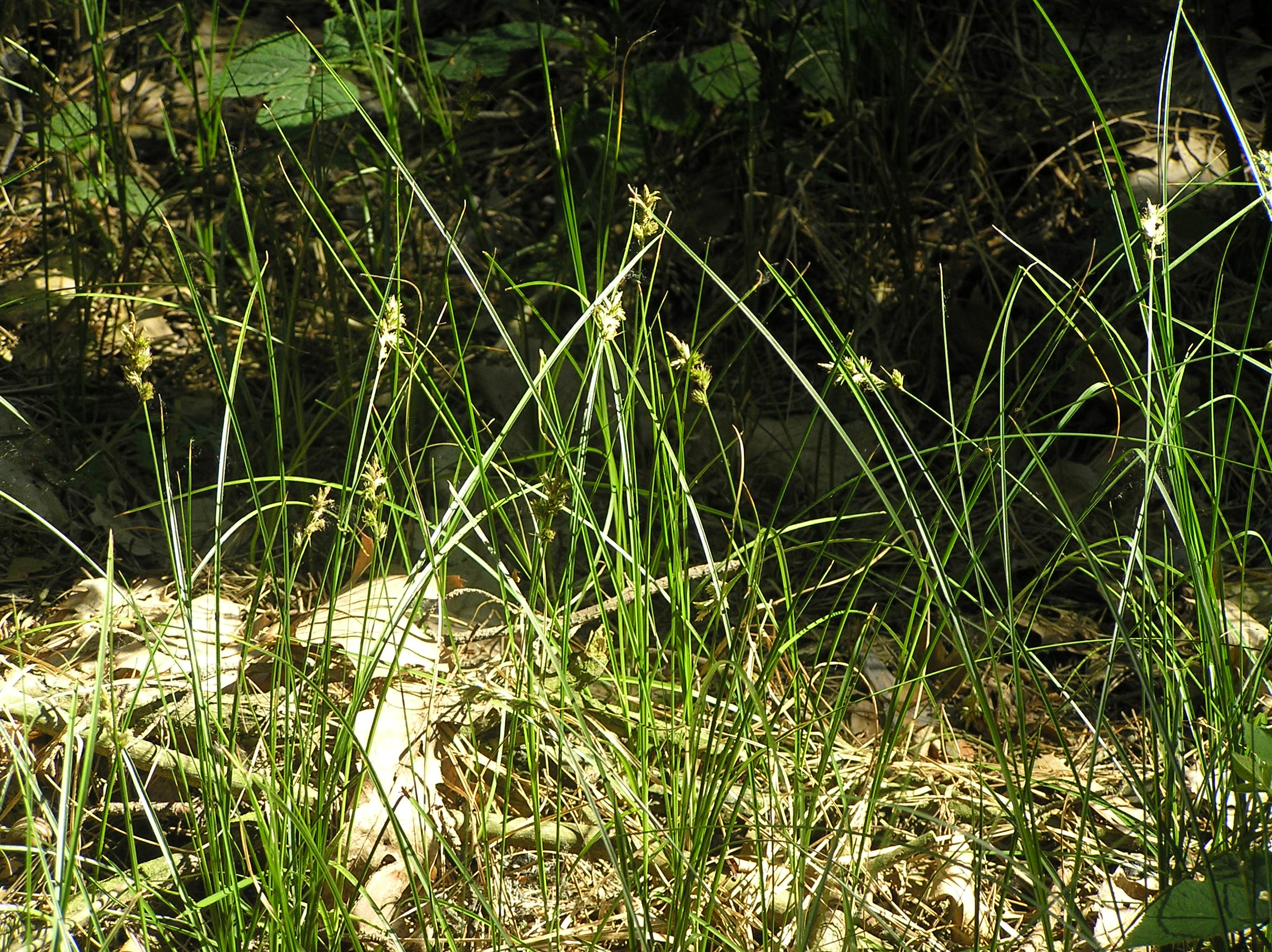
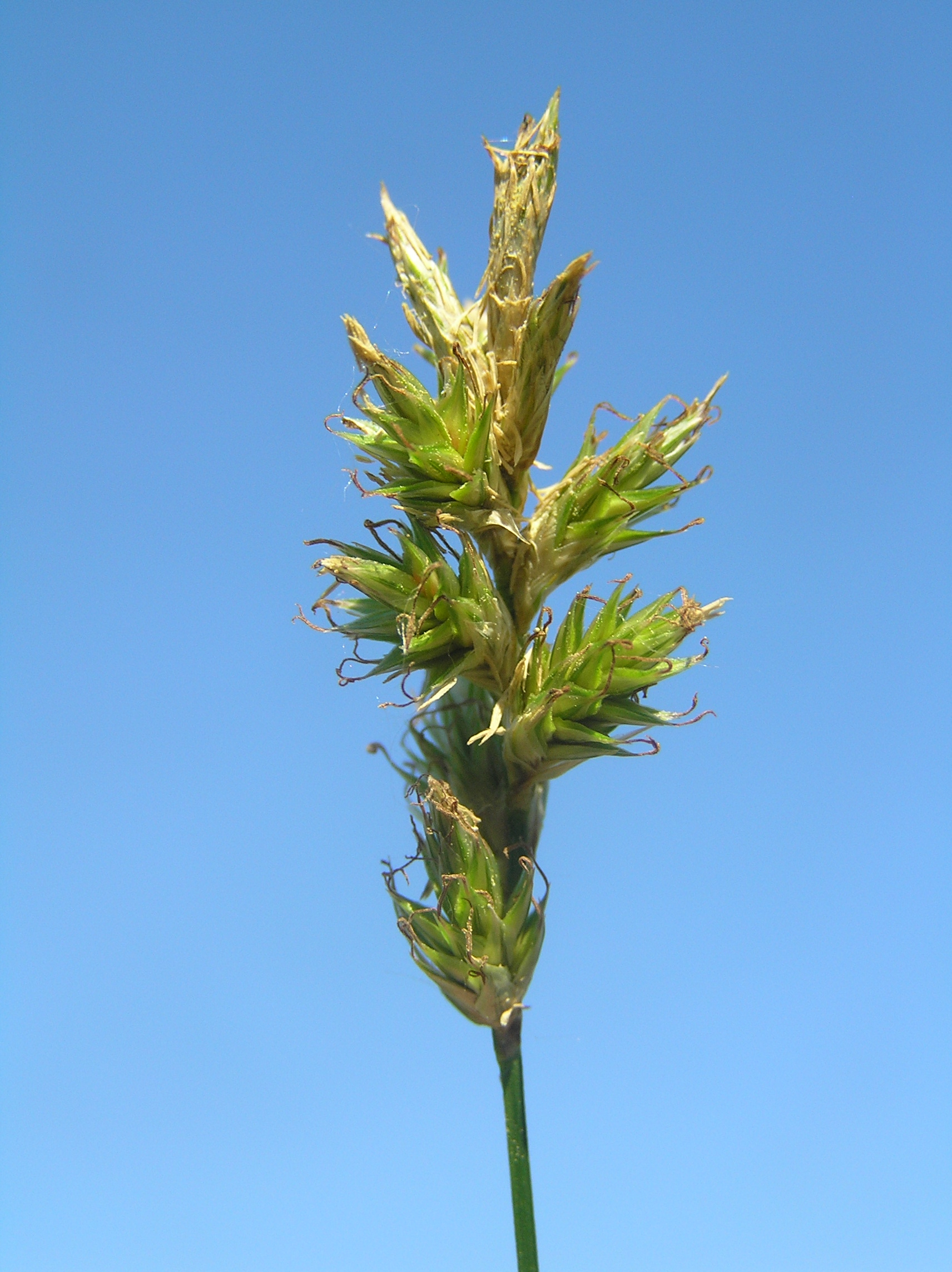
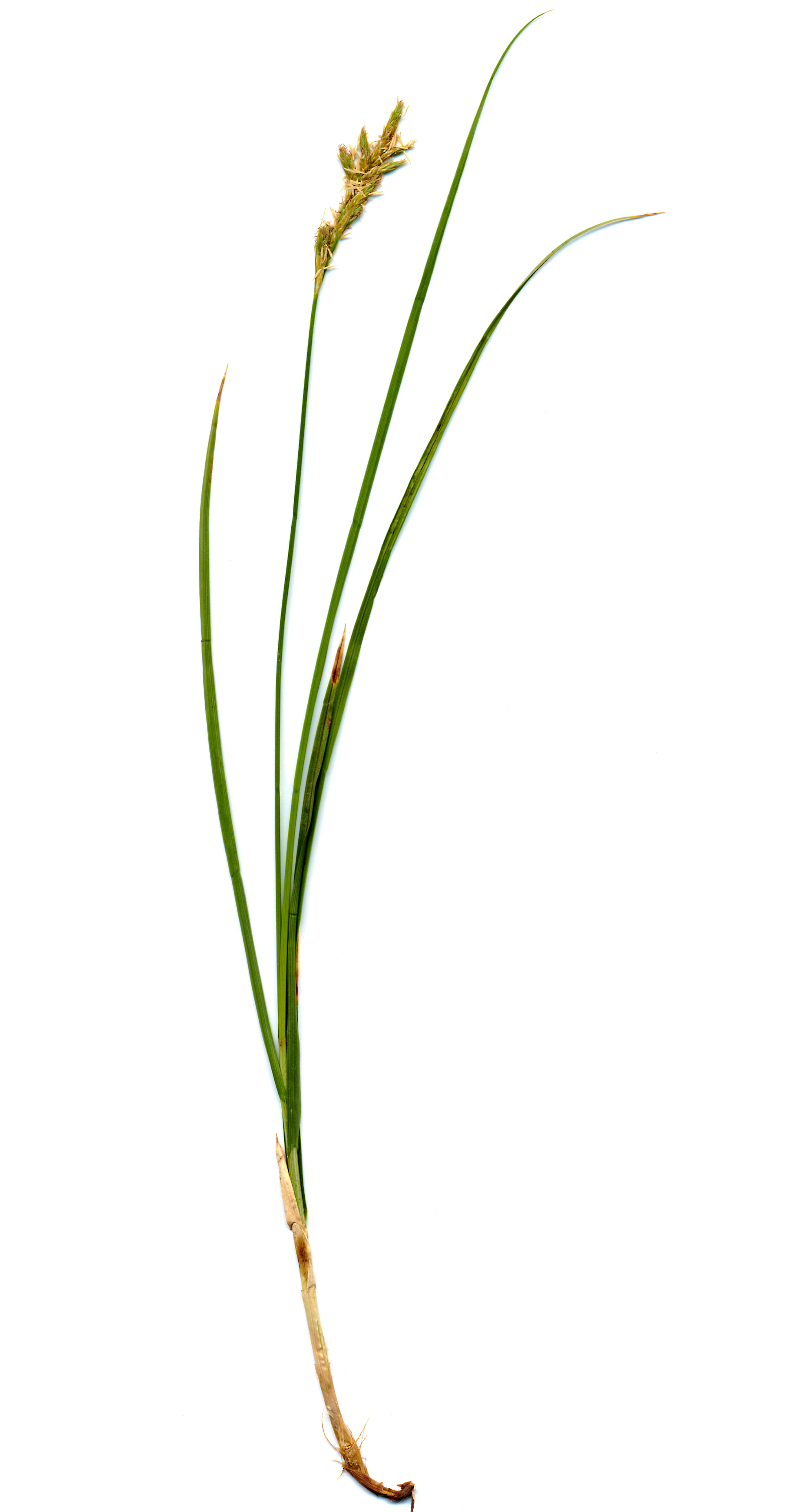
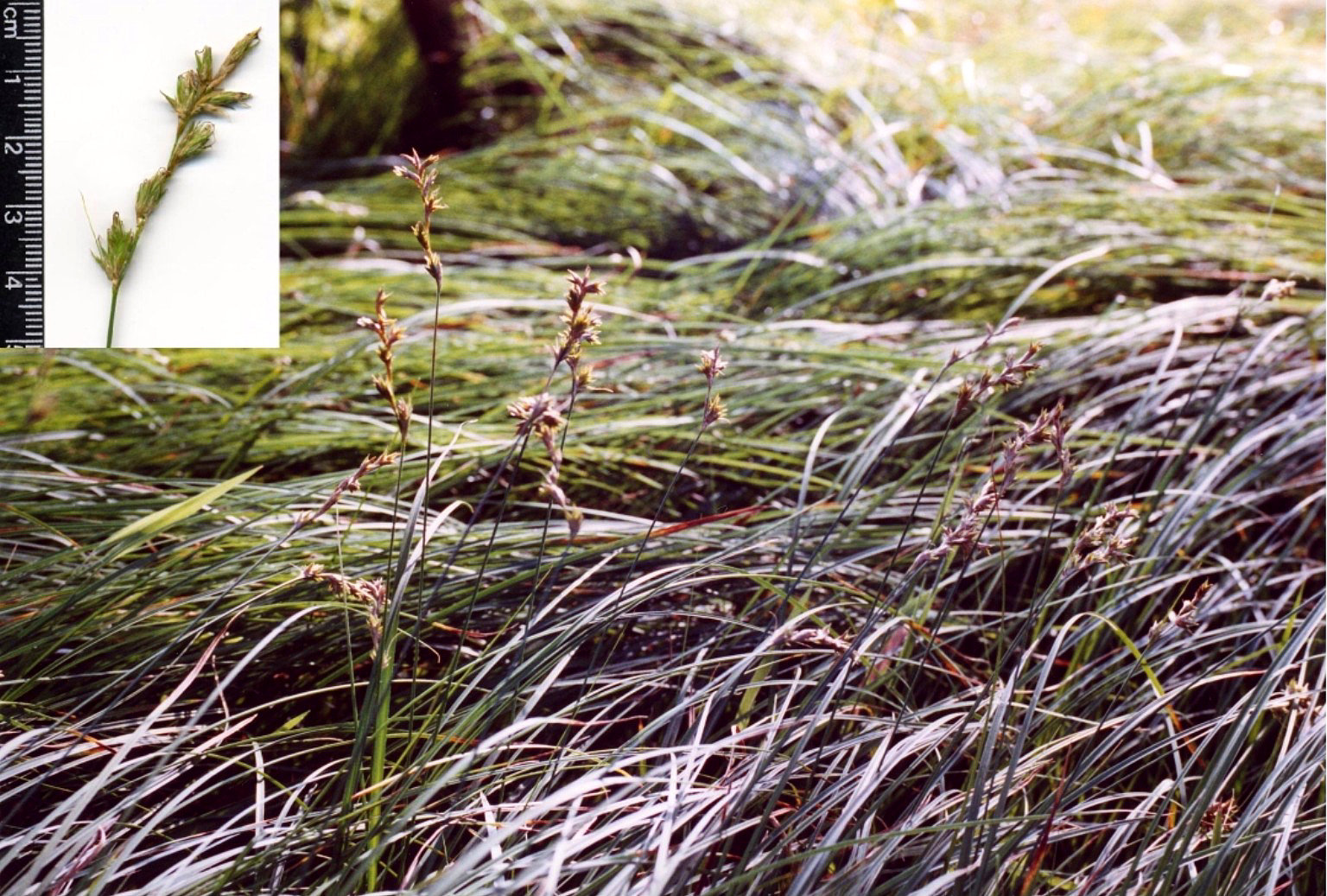